# Ciro Procuna
Ciro Procuna Naveda (México D.F., 27 de junio de 1973) es un comentarista deportivo mexicano de la cadena de deportes de origen estadounidense ESPN Latinoamérica. Posee una larga trayectoria tanto en radio, periódicos así como en la televisión de México. Ha cubierto 25 Super Bowls, 6 Copas Mundiales de Fútbol, 5 Juegos Olímpicos y 3 Eurocopas.

## Estudios
Ciro Procuna estudió en escuelas maristas en el Distrito Federal (Colegio México, Instituto México y Centro Universitario México). Estudió la licenciatura de Mercadotecnia en el Instituto Tecnológico y de Estudios superiores de Monterrey (ITESM CCM).
En 2005 estudió el Máster en Negocios y Administración del Fútbol Archivado el 11 de enero de 2016 en Wayback Machine. en Johan Cruyff Institute.

## Comentarista

### Inicios
Siempre mostró grandes intereses por los deportes principalmente el fútbol soccer y el fútbol americano. En 1991, la edad de 17 años, ingresó a laborar en Radio ABC con el comentarista en el espacio de fútbol americano con Enrique Garay, y a Stereo Cien encargado de los comentarios de NFL. Posteriormente ingresó como reportero del programa de fútbol mexicano Dos en el Área con José Luis Lamadrid y Francisco Javier González.

### TV Azteca
En 1994 entró como reportero de cancha en transmisiones de fútbol mexicano y comentarista de juegos de NFL en Tv Azteca. En esta televisora participó en los Juegos Olímpicos de Atlanta 1996 y Sídney 2000, acudió también a los Juegos Invernales de Nagano 1998 y al mundial en Francia 1998.

### Radio
Después de su paso por TV Azteca, siguió trabajando en Radio ACIR durante algunos años como comentarista y gerente de la estación 100% deportiva, Superdeportiva 1180 am. Ingresó como coconductor en Estadio W al lado de Francisco Javier González. Su programa fue transmitido también en televisión a través de CNI Canal 40 y Gol TV en los Estados Unidos. En el mundial de Corea-Japón 2002 estuvo como comentarista por parte de DirecTV Latinoamérica y narró la final de Brasil-Alemania.

### ESPN
Ingresó en 2004 a ESPN como Parte de la primera generación de conductores del espacio deportivo Sports Center en español, al lado de Heriberto Murrieta, Michelle Lafountain, Jorge Eduardo Sánchez y Fernando Palomo. Poco después se integró a la mesa de análisis de Fútbol Picante al lado de Murrieta y Carlos Hermosillo.
En septiembre de 2006 inició el programa ESPN Radio Fórmula, al lado de Murrieta, Daniel Brailovsky y John Sutcliffe. La emisión multimedia cumplió en 2019 su 13er año al aire.
A partir de la temporada 2013-14 se convirtió en uno de los relatores de la UEFA Champions League por ESPN. En febrero de 2014 cubrió su Super Bowl número 20 en Nueva York entre los Denver Broncos y los Seattle Seahawks, como conductor de los programas NFL Semanal y NFL Esta Noche. Después realizó la cobertura de sus cuartos Juegos Olímpicos en Sochi. En el verano de 2014 realizó la cobertura de los Juegos Olímpicos de Río como uno de los conductores en estudio.
Desde el 14 de diciembre de 2015 es conductor del programa de fútbol americano NFL Live en español. La emisión de lanzamiento contó con la participación especial de Chad Johnson. La mesa de análisis de NFL Live cuenta con los comentarios de: Raúl Allegre, John Sutcliffe, Ramiro Pruneda, Fernando Tirado, Pablo Viruega y Rebeca Landa, entre otros.
En mayo del 2018 Fútbol Picante ganó su primer Sports Emmy como Outstanding Studio Show in Spanish. 
En febrero de 2019 cubrió su Super Bowl número 25 en Atlanta. Fue conductor del programa previo de 3 horas de duración, NFL Esta Noche. 
A partir de la temporada 2019 es narrador de los juegos de Sunday Night Football al lado de Raúl Allegre.

### Videojuego
Para el lanzamiento del juego FIFA 13 de la compañía de EA Sports, se invitó a Ciro a participar como una de las voces que forman parte de las narraciones de los juegos, junto a Fernando Palomo y Mario Kempes, siendo FIFA 16 su última participación como comentarista de dicha saga.

### Coberturas
| - Juegos Olímpicos 1996 en Atlanta - Super Bowl XXXI en Nueva Orleans - Super Bowl XXXII en San Diego - Juegos Olímpicos de Invierno 1998 en Nagano - Copa Mundial FIFA 1998 en Francia - Super Bowl XXXIII en Miami - Super Bowl XXXIV en Atlanta - Eurocopa 2000 en Holanda / Bélgica - Juegos Olímpicos 2000 en Sídney - Super Bowl XXXV en Tampa - Super Bowl XXXVI en Nueva Orleans - Copa Mundial FIFA 2002 en Japón / Corea del Sur - Super Bowl XXXVII en San Diego - Super Bowl XXXVIII en Houston - Super Bowl XXXIX en Jacksonville - Super Bowl XL en Detroit - Copa Mundial FIFA 2006 en Alemania - Super Bowl XLI en Miami - Super Bowl XLII en Arizona - Super Bowl XLIII en Tampa - Super Bowl XLIV en Miami - Copa Mundial FIFA 2010 en Sudáfrica - Super Bowl XLV en Arlington - Super Bowl XLVI en Indianápolis - Super Bowl XLVII en Nueva Orleans | - Super Bowl XLVIII en Nueva Jersey - Juegos Olímpicos de Invierno 2014 en Sochi - Copa Mundial FIFA 2014 en Brasil - Super Bowl XLIX en Arizona - Final UEFA Champions League 2014/15 en Berlín |